# Matthew Cowles
Matthew Cowles (New York, 28 settembre 1944 – New York, 22 maggio 2014) è stato un attore, drammaturgo e insegnante statunitense.

## Biografia
Figlio dell'attore e produttore teatrale Chandler Cowles, nacque a New York City il 28 settembre 1944. Insegnò educazione religiosa presso la Chiesa della Natività, conciliando tale attività con la recitazione.

### Carriera
Nel 1966 interpretò il ruolo principale nell'adattamento di Edward Albee del romanzo a fumetti di James Purdy Malcolm allo Shubert Theater di New York. Nel 1968 apparve con Al Pacino e John Cazale nella pièce The Indian Wants the Bronx di Israel Horovitz.
Esordì sul grande schermo nel film Me, Natalie (1969), diretto da Fred Coe, dove interpretava il ruolo di Harvey Belman (anche Al Pacino debuttò in questo film). Nello stesso anno partecipò alla sua prima serie televisiva, N.Y.P.D., nel ruolo di Joe Czernak. Nel 1978 fu candidato per un Daytime Emmy come miglior attore in una serie drammatica, e, nel 1981, come miglior attore non protagonista in una serie drammatica, per il ruolo di Billy Clyde Tuggle in nella serie La valle dei pini, ruolo che creò e scrisse.
Nel 1983 entrò a far parte della Mirror Repertory Company del The Mirror Theatre. Nel corso della prima stagione si esibì nelle piece teatrali Paradise Lost, Rain, Inheritors e The Hasty Heart.
Nel 2010 Cowles partecipò con un cameo al film Shutter Island di Martin Scorsese. Recitò in tre brevi spettacoli per lo show radiofonico e il podcast Playing On Air.

### Decesso
Matthew Cowles è morto per insufficienza cardiaca congestizia il 22 maggio 2014.

## Vita privata
Nel 1980 sposò l'attrice Kathleen Dezina, sua co-protagonista ne La valle dei pini.
Nel 1983 sposò l'attrice Christine Baranski, dalla quale ebbe due figlie, Isabel, nata nel 1984, e Lily, nata nel 1987. In un profilo del The New York Times di sua moglie, venne descritto come "la pecora nera di una famiglia con legami con i tipi di Cowles ed i banchieri Drexel". Era un appassionato motociclista.

## Filmografia

### Cinema
- Me, Natalie, regia di Fred Coe (1969)
- Gli amici di Eddie Coyle (The Friends of Eddie Coyle), regia di Peter Yates (1973)
- Colpo secco (Slap Shot), regia di George Roy Hill (1977)
- Il mondo secondo Garp (The World According to Garp), regia di George Roy Hill (1982)
- La fuga di Eddie Macon (Eddie Macon's Run), regia di Jeff Kanew (1983)
- Casa, dolce casa? (The Money Pit), regia di Richard Benjamin (1986)
- Un gentleman a New York (Stars and Bars), regia di Pat O'Connor (1988)
- Brenda Starr - L'avventura in prima pagina (Brenda Starr), regia di Robert Ellis Miller (1989)
- La leggenda di Zanna Bianca (White Fang 2: Myth of the White Wolf), regia di Ken Olin (1994)
- Due irresistibili cowboys (The Cowboy Way), regia di Gregg Champion (1994)
- Il giurato (The Juror), regia di Brian Gibson (1996)
- Betty Love (Nurse Betty), regia di Neil LaBute (2000)
- Colpevole d'omicidio (City by the Sea), regia di Michael Caton-Jones (2002)
- Shutter Island, regia di Martin Scorsese (2010)

### Televisione
- La valle dei pini (All My Children) – soap opera, 126 puntate (1977-2013)
- Miami Vice – serie TV, episodio 2x04 (1985)
- Quando si ama (Loving) – soap opera, una puntata (1987)
- Colomba solitaria (Lonesome Dove) – miniserie TV, episodio 1x02 (1989)
- Law & Order - I due volti della giustizia (Law & Order) – serie TV, episodio 2x04 (1991)
- Beautiful (The Bold and the Beautiful) – soap opera, 13 puntate (1997)
- Oz – serie TV, 4 episodi (2003)
- Life on Mars – serie TV, 4 episodi (2008-2009)
- Law & Order - Unità vittime speciali (Law & Order: Special Victims Unit) – serie TV, episodio 9x15 (2008)